# ワンガヌイ川
ワンガヌイ川（英: Whanganui River、ファンガヌイ川）は、ニュージーランド北島の主要河川である。国内で3番目に長い川であり、地元マオリの人々にとっての重要性から特別な地位を持つ。2017年3月、ワンガヌイ川は、テ・ウレウェラに次いで、法人の権利、義務、責任を有する法的人格が与えられた世界で2番目の天然資源となった。ワンガヌイにおける条約和解により、ニュージーランド史上最も長く続いた訴訟が終結した。

## 地理
ワンガヌイ川は全長290キロメートルで、ニュージーランドで3番目に長い川である。上流部の両岸の土地の大部分がワンガヌイ国立公園の一部となっているが、川自体は国立公園に含まれていない。
ワンガヌイ川は、ロトアイラ湖の近く、トンガリロ山北側斜面を水源とする。北西に向かって流れた後、タウマルヌイで南西に方向を変え、キング・カントリーの荒涼とした藪の生い茂る丘陵地を抜け、南東に方向を変えてピピリキとジェルサレムの2つの集落を通り、ワンガヌイで海岸に到達する。ワンガヌイ川は、ニュージーランドで最も長い航行可能河川の1つである。
ワンガヌイ川の流域は、1843年のワンガヌイ地震で変化した。
1970年代、ルアペフ山の小規模噴火により、ルアペフ火口湖から内容物が一部噴出した（タンギワイ災害の根本原因と同じ）。これにより、有害水がワンガヌイ川に流れ込み、下流の魚類の大半が死滅する影響が出た。また、支流のファカパパ川では、1975年4月にルアペフからのラハールにより魚類が被害を受けた。

### 支流
| 支川名               | 全長（km） | 河口からの距離（km） | 合流点の座標                                                        | 標高 |
| -------------------- | ---------- | -------------------- | ------------------------------------------------------------------- | ---- |
| トンガリロ山         | 水源       | 290km                | 南緯39度07.91分 東経175度37.95分 / 南緯39.13183度 東経175.63250度   |      |
| ファカパパ川         | 65km       |                      | 南緯38度55分48秒 東経175度24分28秒 / 南緯38.93000度 東経175.40778度 | 255m |
| プンガプンガ川       | 22km       |                      | 南緯38度53分30秒 東経175度20分0秒 / 南緯38.89167度 東経175.33333度  | 172m |
| オンガルエ川         | 73km       |                      | 南緯38度53分31秒 東経175度15分11秒 / 南緯38.89194度 東経175.25306度 | 144m |
| オーフラ川           | 134km      |                      | 南緯39度02分20秒 東経175度3分52秒 / 南緯39.03889度 東経175.06444度  | 114m |
| レタルケ川           | 64km       |                      | 南緯39度06分9秒 東経175度4分12秒 / 南緯39.10250度 東経175.07000度   | 108m |
| タンガラカウ川       | 26km       |                      | 南緯39度14分17秒 東経174度52分52秒 / 南緯39.23806度 東経174.88111度 | 85m  |
| ファンガモモナ川     | 22km       |                      | 南緯39度16分17秒 東経174度53分23秒 / 南緯39.27139度 東経174.88972度 | 82m  |
| マンガヌイオテアオ川 | 32km       |                      | 南緯39度24分18秒 東経175度2分42秒 / 南緯39.40500度 東経175.04500度  | 62m  |
| タスマン海           | 河口       | 0km                  | 南緯39度56.89分 東経174度59.22分 / 南緯39.94817度 東経174.98700度   | 0m   |

## 歴史

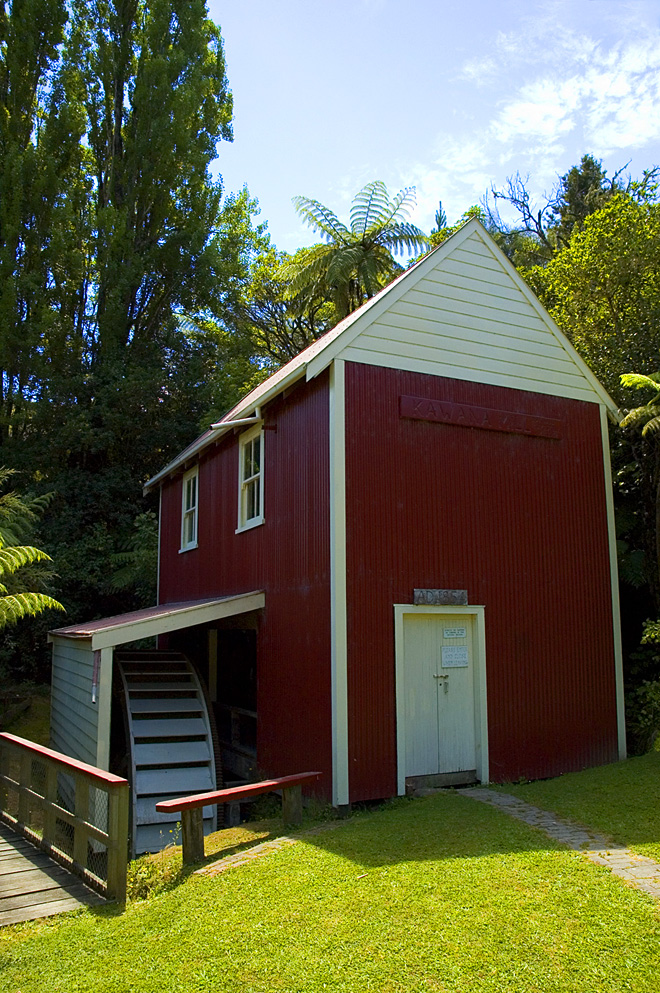
マタヒウィのカワナ製粉所（1854年、修復済み）

マオリの伝説では、タラナキ山伝説で川の形成が説明されている。タラナキ山が中央台地を離れて海岸へ向かった時、地面が裂けて開き、割れ目を川が満たした。
別のマオリの伝説では、マウイが後にニュージーランドの北島となる「テ・イカ・ア・マウイ」という巨大魚を釣り上げた後、ランギヌイに祈ると、ランギヌイの涙が2滴、マウイの魚に降り注いだ。この2滴の涙が後にワンガヌイ川とワイカト川になった。
マオリの言い伝えによると、川を初めて探索したのは、新天地に初めて移住した際のリーダーの1人であるタマテアで、川を遡ってタウポ湖まで移動した。川沿いの多くの場所は、タマテアに因んだ名前が付けられている。
ワンガヌイ川は、多くの急流や200か所以上の急所があるものの、マオリ・入植者双方にとって北島中央部への重要な輸送ルートであった。ヨーロッパ人の到着以前、ワンガヌイ川周辺の地域には人々が密集して住んでおり、入植者の到着によって河口周辺の地域は主要な交易所となった。
既に内陸への重要なルートではあったものの、川を交易ルートとして大きく発展させたのは、1892年に初めて蒸気船の定期運航を行ったアレクサンダー・ハトリックであった。この定期船は最終的にタウマルヌイまで運航し、鉄道や馬車に乗り換えてさらに北へ向かうことができた。ハトリックが使用していた船の1つである外輪船PSワイマリエは修復され、現在でもワンガヌイで定期的に運航されている。また、ハトリックの別の船であるMVワイルアも修復されており、ワンガヌイ川で見ることができる。
20世紀初期、ワンガヌイ川は国内有数の観光地であり、その荒々しい美しさと川岸に点在するマオリのカインガ（村）を見るために毎年数千人が訪れていた。
ノース・アイランド本線の完成により、北部への蒸気船ルートの必要性は著しく低くなり、川の周辺地域の主な経済活動は林業に移った。1930年代、川の流域を農地として開放する試みが行われたが、失敗に終わった。この時代の遺産の1つに、入植地へのアクセスを提供するために建てられたが放棄されて久しいブリッジ・トゥ・ノーウェア（行き先のない橋）がある。
1912～13年、フランスの映画制作者ガストン・メリエスがワンガヌイ川のドキュメンタリー『The River Wanganui』（現在は紛失）を撮影し、ワンガヌイ川を「ニュージーランドのライン川」と呼んだ。
特筆すべき集落としては、マザー・メアリー・ジョセフ・オーバートと詩人ジェームズ・K・バクスターの2人の著名なニュージーランド人を輩出したジェルサレムがある。マザー・オーベールのカトリック伝道本部は現在もジェルサレムに位置しており、バクスターは1970年代に集落にコミューンを設立した。
その他の集落には、ティエケ・カインガ、ピピリキ、ラナナ、マタヒウィ、コリニティがある。

### タオンガとマオリの土地請求
ワンガヌイ川はマオリにとって特別かつ精神的な重要性を持ち、マオリからは「テ・アワ・トゥプア」とも呼ばれている。ヨーロッパ人の到着以前の時代、ワンガヌイ川はマオリの村々の大部分の故郷であり、特別な宝物であるタオンガとみなされていた。1870年代、地元イウィが初めて議会に請願を行い、以降、川を守り、川に相応しい敬意を払う努力が行われている。
同じ理由から、ワンガヌイ川は、ワイタンギ審判所における部族の土地返還請求において、国内で最も激しく争われてきた地域である。ワンガヌイ川に関する請求は、ニュージーランド史上最も長期にわたる訴訟事件とされており、1930年代に請願と訴訟提起が行われ、1990年代にワイタンギ審判所の審理が行われ、1993年に始まったティエケ・マラエの土地占拠は現在も続いており、1995年には広く報道されたモウトア・ガーデンの占拠も行われた。
2012年8月30日、ワンガヌイ川に川としては世界で初めて法的人格を認める合意が成立し、2017年3月15日、関連する和解案がニュージーランドの議会で法律（2017年テ・アワ・トゥプア（ワンガヌイ川請求和解）法）として成立した。ワイタンギ条約交渉大臣クリス・フィンレイソンは、ワイタンギ川は「法律上の人と同様の全ての権利、義務、責任を有する」人格を持つと述べている。また、「（一部の人は変だと思うかもしれないが）家族信託や企業、
社団法人を考えれば少しも変ではない」と述べている。この法案により、140年続いたマオリ・政府間の交渉が終結した。ワンガヌイ川は、マオリと政府から各1名の2名の役員が代表を務める。

### 名称
「Whanga nui」は、「大きな入り江」という意味の語句である。一部の極めて初期の地図はヨーロッパ人入植者が「ノーズリー川（Knowsley River）」と呼んでいたことを示しているが、長年「ワンガヌイ川（Wanganui River）」として知られており、1991年に現地イウィの意向を尊重して名称のスペルが正式に「Whanganui」に変更された。変更の理由の一部は、南島のワンガヌイ川との混同を避けるためでもあった。河口にある都市も2009年12月まで「ワンガヌイ（Wanganui）」のスペルを使用していたが、政府がいずれのスペルも許容されるとした上で公的部門では「Whanganui」のスペルを使用すると決定したことに伴い、「ワンガヌイ（Whanganui）」に改称した。

## 動植物
ワンガヌイ川には多様な動植物がみられる。

### 鳥類

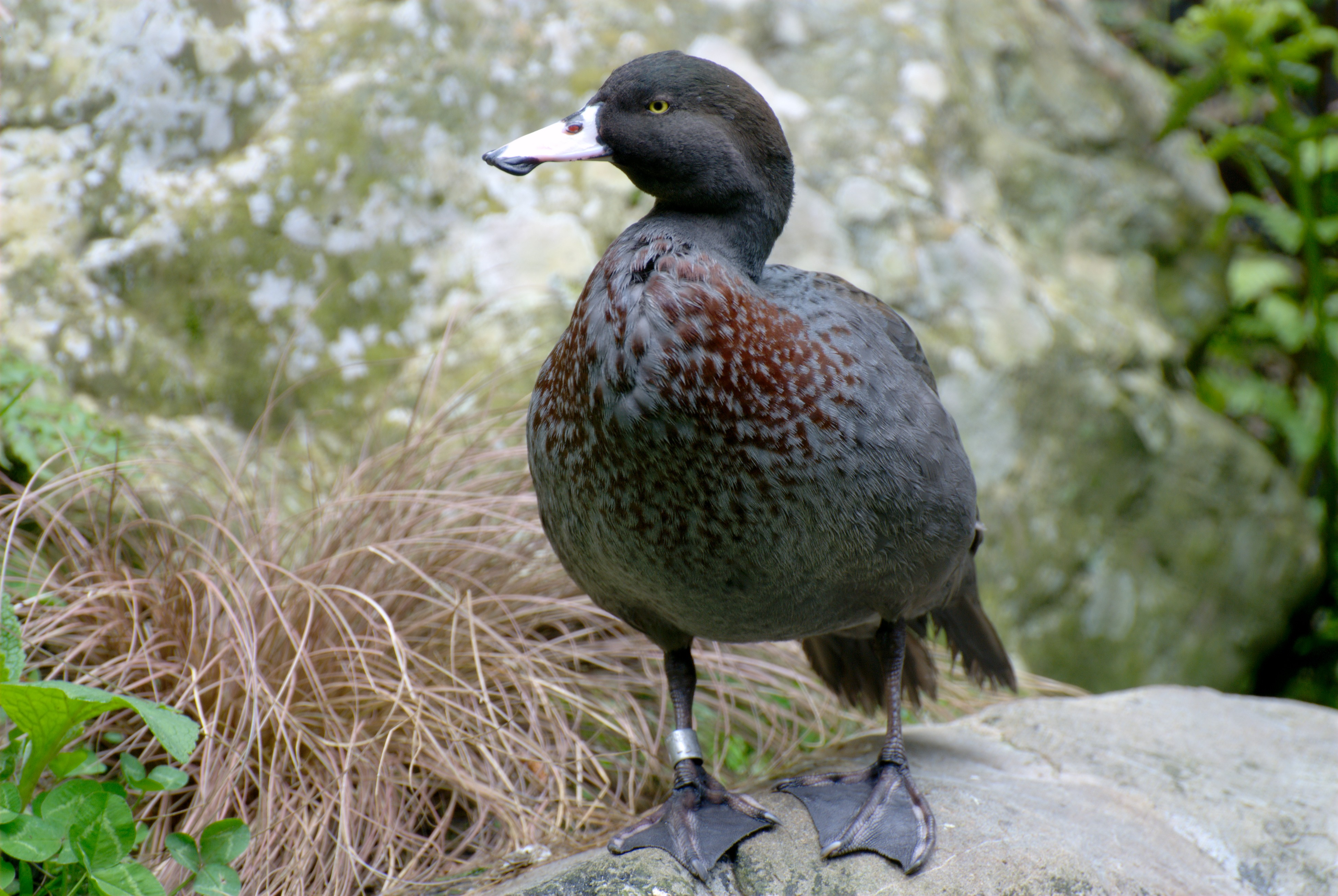
アオヤマガモ

ワンガヌイ川とマンガテポポ、オクパタの細流の合流点では、アオヤマガモの個体群がみられる。ハシブトゴイは、1990年代にワンガヌイ川沿いにねぐらを形成し、ニュージーランドではこの地域でのみ繁殖している。

### 魚類
ワンガヌイ川には、18種の在来魚とヤツメウナギ、black flounder（クロガレイは誤訳）が生息している。在来魚の種としては、クランズブリー、アップランドブリー、コアロ、フクロヤツメ、ショートジョー・ココプ、トレントフィッシュ、ニュージーランドスメルトなどがある。
数は多くはないが、川には茶マスやニジマスなどもみられ、ナマズが生息しているという報告もある。

### その他の水生生物
その他の水生生物としては、ニュージーランドオオウナギやオーストラリアウナギ、コウラなどが川に生息している。ニュージーランド淡水イガイも川に生息しているが、数は減少傾向にある。

### 無脊椎動物
ワンガヌイ川とその支流には、カゲロウ、カワゲラ、トビケラなど多様な無脊椎動物が生息している。

### 植物
ワンガヌイ川の流域には様々な種の植物が生育しており、その多くは広葉樹やマキ科に分類される。低層植物としては、クラウンファーン（ブレクナムディスカラー）などの様々なシダや低木が生育している。

## 川船
1892年、アレクサンダー・ハトリックは、トーマス・クック＆サンと、外輪船で観光客をピピリキへ輸送する契約を締結した。この旅行は「マオリランドのライン川」として、ニュージーランド内陸部へ向かう観光ルートであった。その後、川船は郵便、旅客、貨物も輸送するようになった。
当時の外輪船PSワイマリエは、現在も川の下流域で運航しており、ディナークルーズなども行っている。
2010年6月18日、タウマルヌイまでの230kmの船旅に挑む川船アドベンチャー2が就航した。タウマルヌイへの航行は82年ぶりである。現在、アドベンチャー2での船旅は観光客向けに提供されており、ジェットボートやカヌーイングに加わる新たなアクティビティとなっている。ただし、水位が低いと、タウマルヌイまで到達することはできない。

### 川船の上陸場

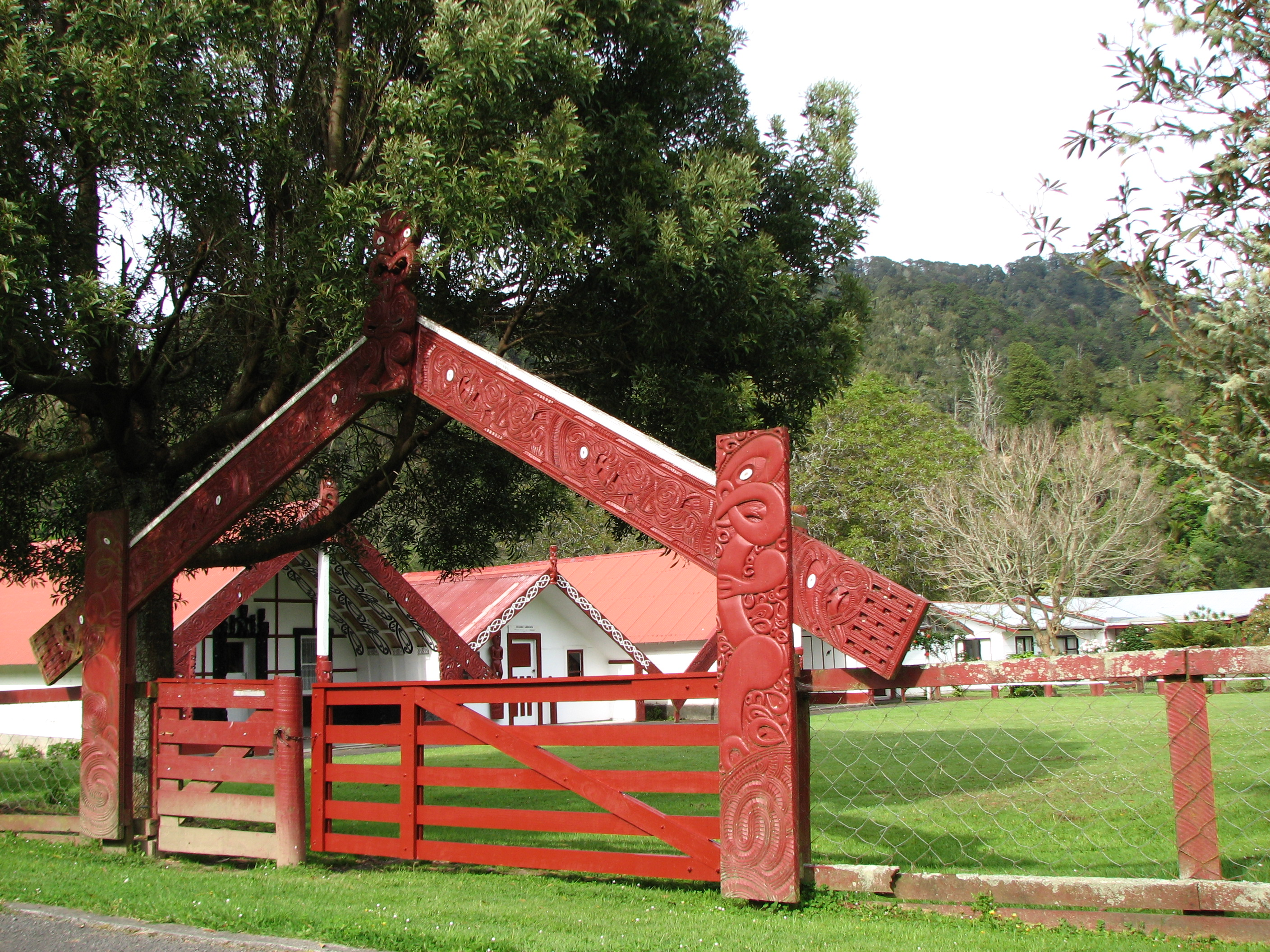
ワンガヌイ川沿いに多くあるマオリの「マラエ」の1つ

ワンガヌイ川は、川沿いの初期コミュニティの物資供給路であった。かつては、川船が川を定期的に行き交い、洪水で航路が塞がれていない限り、オーフラ川やオンガルエ川へも航行していた。
アレクサンダー・ハトリックの川船は、1891年から1958年まで運航していた。
タウマルヌイは、ワンガヌイ川において、川船で航行可能な最も高い地点だったと言われている。川の流れは「ワンガヌイ川評議会（Wanganui River Trust Board）」が管理し、川の往来のため、水流を抑制する壁を建設して流れを整え、水路を深くしていた。しかし、より厳しい急流では、川船を巻き上げる必要があることもあった。評議会は1891年から1940年まで存続していた。
| 上陸場                   | 周辺コミュニティ         | 河口からの距離 | 航行時間（上り／下り） | 座標                                                            |
| ------------------------ | ------------------------ | -------------- | ---------------------- | --------------------------------------------------------------- |
| タウマルヌイ上陸場       | タウマルヌイ             | 232km          |                        |                                                                 |
| キリカウ上陸場           | キリカウ                 |                |                        |                                                                 |
| テ・マイレ上陸場         | テ・マイレ               |                |                        |                                                                 |
| オトゥマング上陸場       | オトゥマング             | 212km          |                        |                                                                 |
| レイシーズ上陸場         |                          |                |                        |                                                                 |
| ウェイズ上陸場           | レタルケ渓谷             | 174km          |                        | 南緯39度6.65分 東経175度3.98分 / 南緯39.11083度 東経175.06633度 |
| マンガプルア上陸場       | マンガプルア渓谷         | 121km          |                        |                                                                 |
| タンガホエ上陸場         | タンガホエ               | 117km          |                        |                                                                 |
| マンガティティ上陸場     | マンガティティ           | 116km          |                        |                                                                 |
| パリヌイ上陸場           | パリヌイ                 | 114km          |                        |                                                                 |
| ラマヌイ上陸場           | ラマヌイ                 | 110km          |                        |                                                                 |
| ピピリキ上陸場           | ピピリキ                 |                |                        |                                                                 |
| ロウアー・ピピリキ上陸場 | ピピリキ                 | 92km           |                        |                                                                 |
| テ・トゥヒ上陸場         | アフアフ・ストリーム渓谷 |                |                        |                                                                 |
| ヒパンゴ・パーク上陸場   | ?                        |                |                        |                                                                 |
| アップリバー上陸場       |                          |                |                        |                                                                 |
| ワンガヌイ埠頭           | ワンガヌイ               |                |                        |                                                                 |

## レクリエーションでの利用

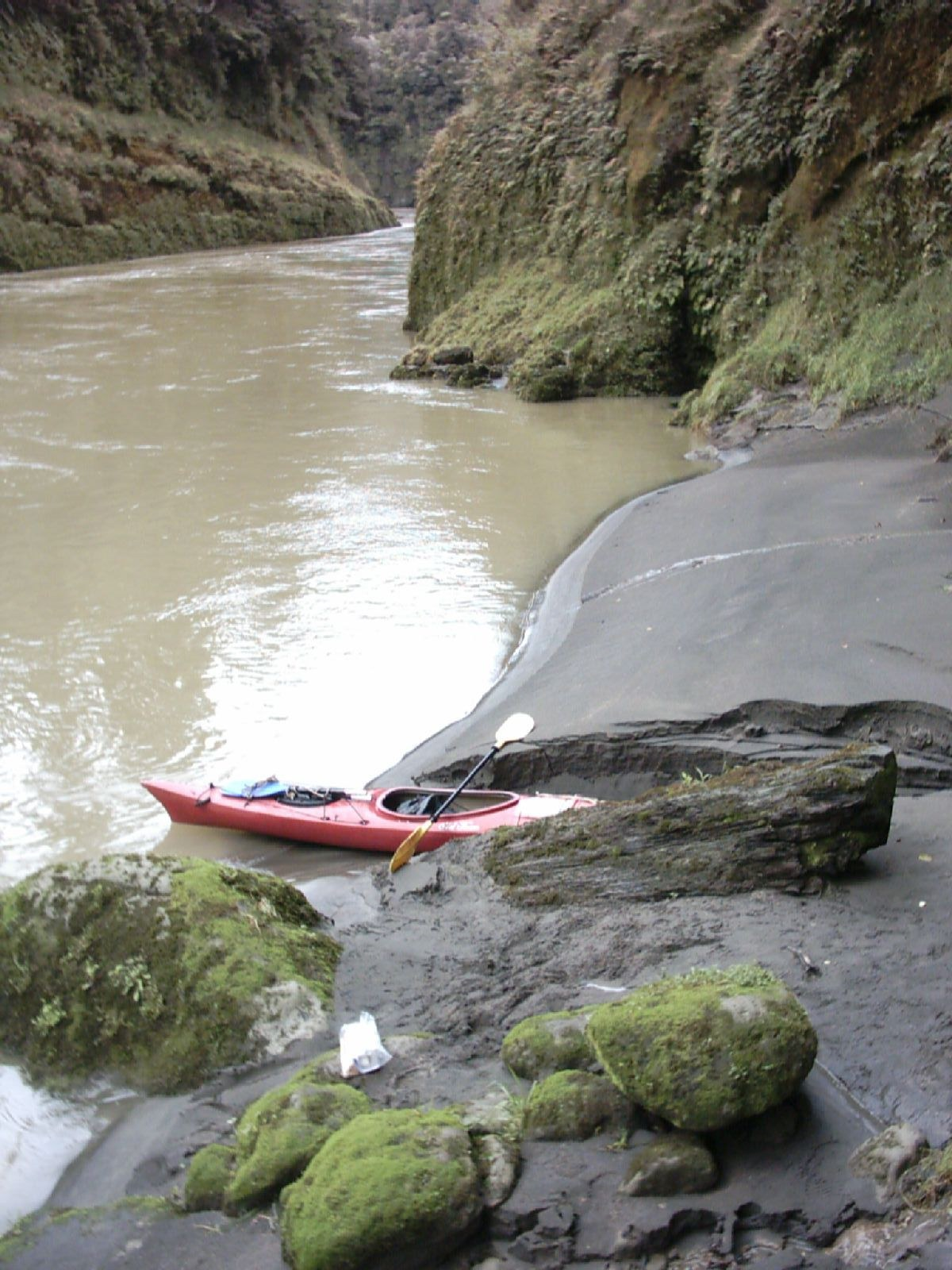
カヤッキングは、ワンガヌイ川で非常に人気のスポーツである。

水源からタウポ湖への排水により、川の水流は変化した。これがおそらく一因となって、ラフトレースが廃止となり、乾期に川船がタウマルヌイへ航行できなくなった（以下参照）。
- ワンガヌイ国立公園
- ワンガヌイ・ジャーニー（英語版） - ニュージーランド自然保護局（英語版）グレートウォーク（英語版）プログラムの下で運営
- ハイキング（南北・東西のトレイルがワンガヌイ川で交差している）
  - テ・アラロア[33] – ニュージーランドおよびワンガヌイを縦断するハイキングトレイル
  - イースト・ケープ～エグモント岬縦走路（英語版）[34]
  - マテマテアオンガ山脈（英語版）トレッキングトレイル など
- カヌーイング – 歴史的な側面が多く、訪問場所も多数
- 年次ラフトレース（ピリアカ～タウマルヌイ） – 1970年代を最後に廃止
- 年次ジェットボートレース（タウマルヌイ～ワンガヌイ） – 1980年代を最後に廃止

## 橋
ワンガヌイ川はニュージーランドで最も長い航行可能河川であるが、橋は少ない。ワンガヌイからタウマルヌイの230kmの間では、橋は2本のみである。以下は、橋の一覧である（水源から海への順）。
- 国道47号（英語版）橋 - トンガリロ国立公園付近
- テ・ポレレ要塞の散歩道 - 下流で川を横断
- トンガリロ電力スキーム（英語版）の西排水路 - 川を横断
- テ・ファイアウ湖近くの私設林道
- ホホタカ・ロード - カカヒ（英語版）付近
- タウマルヌイ（ヴィクトリー橋を含む4本）
- ニュー・テ・マイレ橋（1954年）
- ジェルサレムの放棄された旋回橋
- 山から海へのサイクリングトレイル（ンガ・アラ・トゥホノ） - 2020年12月2日に開設されたウポコンガロ（英語版）自転車橋上で川を横断[35][36]。全長130mの橋と接続する自転車路を合わせた総工費は340万ドル[37]。

ワンガヌイ：
- ダブリン・ストリート橋
- ワンガヌイ・シティ橋
- コブハム橋 – 全長275m、9スパン。1959年に旧建設省（英語版）が設計し、1962年に竣工。橋台は傾斜したPC杭に乗っている[38]。

マンガパルア地域（ブリッジ・トゥ・ノーウェアがある場所）にラエティヒとタラナキを結ぶ橋が建設される予定であったが、実現しなかった。

### 鉄道橋
ワンガヌイ川で最も古い橋は鉄道橋である。1876年に建設されたワンガヌイのアラモホ鉄道橋、1903～1904年に建設されたタウマルヌイ近辺のマタプナ橋がある。